# Peter Hoffbauer
Peter Friedrich Hoffbauer (* 24. Juli 1750 in Bielefeld; † 6. Januar 1823 in Herford) war ein deutscher Politiker und Mitglied der Reichsstände im Königreich Westphalen.

## Leben
Peter Hoffbauer wurde als Sohn des Kaufmanns und Kämmerers in Bielefeld Christian Friedrich Hoffbauer (1712–1780) und dessen Ehefrau Rebecca Philippina geborene Schloimann geboren. Er blieb unverheiratet. Nach dem Abitur am Gymnasium Bielefeld absolvierte er ein Jurastudium an der Universität Halle. Er wurde Privatsekretär des russischen Gesandten in Regensburg, Freiherr von der Asseburg. 1781 nahm er die Stelle eines Gemeinheitsteilungskommissars in der Grafschaft Ravensberg ein. 1787 wurde er Kriegs- und Domänenrat in Minden und gehörte 1789 zu den Freimaurern.
Hoffbauer war Verfechter der preußischen Reformbürokratie und Mitarbeiter des preußischen Reformpolitikers Freiherr vom und zum Stein, der ebenfalls zu den Freimaurern zählte. 1805 verfügte er über ein beträchtliches ererbtes Vermögen, so dass er sich mit dem Gedanken eines Rückzugs aus dem politischen Geschehen befasste. Im Jahr 1808 war er gutachterlich für den Präfekten des Weser-Departements bei der Abgrenzung der Distrikte, Kantone und Kommunen tätig. Er setzte sich gegenüber Mitgutachtern mit seinen Vorstellungen von Abgrenzungen nach wirtschaftlichen und kirchlichen Kriterien gegenüber sogenannten natürlichen Grenzen durch. Im gleichen Jahr war er besonderer Liquidator der öffentlichen Schuld für das ehemalige Fürstentum Minden und die Grafschaft Ravensburg.
1808–1811 gehörte er dem Departements-Wahlkollegiums des Weser-Departements an und war in der gleichen Zeit Mitglied des Departementsrats des Weser-Departements. In den Jahren 1808 bis 1813 war er Mitglied der Reichsstände im Königreich Westphalen. Im Dezember 1813 wurde er Mitglied der „Provisorischen Regierungskommission in Minden“.

## Sonstiges
Im Jahre 1798 kaufte er von den Grafen Schönburg die Herrlichkeit Dornum, die er im Jahre 1821 an den hannoverschen Minister Ernst Herbert Graf zu Münster verkaufte.

## Auszeichnungen
- 1787 Kriegs- und Domänenrat
- 1800 Geheimer Kriegsrat